# Sparkassengruppe Österreich
Die österreichische Sparkassengruppe, der Zusammenschluss der Sparkassen Österreichs, ist ein bedeutender Teil der österreichischen Kreditwirtschaft.
Aktuell betreuen Erste Bank und Sparkassen in Österreich mit mehr als 16.200 Mitarbeitern mehr als 4,2 Millionen Kunden in 797 Geschäftsstellen. Der Kundenanteil beträgt in Österreich rund 31,2 % (Stand 12/2022). Damit sind sie die größte österreichische Bankengruppe.

## Organisation und Mitglieder
Die österreichische Sparkassengruppe besteht aus der Erste Group Bank AG, der Erste Bank der oesterreichischen Sparkassen, 46 Sparkassen und der Die Zweite Wiener Vereins-Sparcasse.
Die Erste Bank der oesterreichischen Sparkassen fungiert als Spitzeninstitut der Sparkassengruppe. Daneben gibt es eine große Zahl an Tochtergesellschaften der Sparkassen, die teils Kreditinstitute, teils Finanzdienstleistungsunternehmen sind; darunter die Bausparkasse der österreichischen Sparkassen (s Bausparkasse), die s IT Solutions und die VBV Pensionskasse.
Die Interessenvertretung der Sparkassen ist der Österreichische Sparkassenverband.
Die Gruppe hat heute 797 Filialen in allen Bundesländern.

## Rechtsform und Geschäftsmodell
Das Sparkassengesetz (BGBI. Nr. 64/1979) definiert die Sparkassen als „von Gemeinden oder Sparkassenvereinen gegründete juristische Personen des privaten Rechts“. Seit 1999 haben die Sparkassen die Möglichkeit, ihren Geschäftsbetrieb in eine Aktiengesellschaft auszulagern. Von dieser Möglichkeit haben bis Ende 2010 insgesamt 40 Institute Gebrauch gemacht. Als Aktionäre fungieren die alten eigentümerlosen Sparkassen, die in Anteilsverwaltungssparkassen und in 35 Fällen in eine Sparkassen-Stiftung umgewandelt wurden, Institutionen und in einigen Fällen auch Privatpersonen. Organe einer Sparkasse sind der Vorstand und der Aufsichtsrat (bei Aktiengesellschaften) bzw. der Sparkassenrat (bei den eigentümerlosen Sparkassen).
Ein wesentliches Merkmal österreichischer Sparkassen ist, dass sie keinen Eigentümer haben.

## Bilanzdaten und Mitarbeiter
Nach Angaben des Österreichischen Sparkassenverbandes betrug per 31. Dezember 2017 die Bilanzsumme der österreichischen Sparkassen 103,2 Mrd. Euro. Die Höhe der Primärmittel beträgt per Ende 2017 76,3 Mrd. Euro, die Kundenausleihungen betrugen 73,6 Mrd. Euro im gleichen Jahr. Erste Bank und Sparkassen beschäftigen mehr als 15.500 Mitarbeiter.

## Geschichte der Sparkassen
Die ersten österreichischen Sparkassen wurden als Vereinssparkassen von sogenannten „Menschenfreunden“ gegründet, das waren vor allem Adelige, Geistliche, hohe Verwaltungsbeamte, aber auch Ärzte und Apotheker. Die Sparkassen sollten als Gegengewicht gegen die privaten Bankhäuser eine Präventiveinrichtung gegen die Verarmung der Bevölkerung und ein Instrument der Vermögensbildung der erwerbstätigen Bevölkerung sein.
Die Geschichte der österreichischen Sparkassen beginnt mit der Eröffnung der Erste österreichische Spar-Casse am 4. Oktober 1819 in Wien, es folgten in den nächsten Jahrzehnten Gründungen in allen Landeshauptstädten und vereinzelt auch in Landgemeinden. Mit dem „Sparkassen-Regulativ“ des Jahres 1844 und der Möglichkeit, ab 1849 politische Gemeinden zu bilden, wurde auch die Gründung von Gemeindesparkassen möglich. 1860 begann der Gründungsboom der Sparkassen, so dass sich deren Zahl im Jahr 1910 von 26 auf 210 erhöhte. Das Musterstatut 1872 hob die bisherige Beschränkung der Sparkassen auf „minderbemittelte Klassen“ und die Zinsendegression (mit der Einlagenhöhe sank der Zinssatz) auf, sie wurden nun „Geldanstalten humanitären Charakters“, die mit allen Bevölkerungsschichten Geschäfte abschließen konnten.
Die wirtschaftlichen Schwierigkeiten nach dem Ersten Weltkrieg konnten nur gemeistert werden, weil der Gesetzgeber den Sparkassen die Ausübung neuer Aufgaben, vor allem das Kontokorrentgeschäft und den bargeldlosen Zahlungsverkehr sowie den Devisen- und Valutenhandel, erlaubte.
Nach einer kurzen Blütezeit nach 1924 folgten zwischen der Wirtschaftskrise 1929 und dem Ende des Zweiten Weltkriegs die schwierigsten Jahre in der Sparkassengeschichte. Zwischen 1938 und 1945 musste außerdem eine Anpassung des Sparkassenrechts an das deutsche Recht verhindert werden. Ab 1938 stand den Sparkassen mit der Girozentrale auch ein sektorales Spitzeninstitut zur Verfügung.
Nach der Währungsstabilisierung 1952 begann die bisher erfolgreichste Phase des Sparkassenwesens mit extrem hohen Zuwachsraten, allerdings auch bis in die 1970er Jahre unter starken staatlichen Restriktionen zur Inflationsbekämpfung.
Durch das Kreditwesengesetz und das Sparkassengesetz wurden im Jahr 1979 die Sparkassen den anderen Kreditinstituten gleichgestellt, was eine deutliche Erweiterung des Aufgabenbereiches bedeutete. Der ehrenamtliche wurde durch einen hauptberuflichen Vorstand ersetzt, die meisten staatlichen Regulierungen fielen. Zugleich begann eine Ausweitung des Filialnetzes und damit verbunden des Personalstandes. Um alle Finanzdienstleistungen anzubieten, wurden zahlreiche Tochtergesellschaft im Versicherungs-, Leasing- und Anlagebereich gegründet. Es gab auch zwei große Fusionswellen mit einer deutlichen Reduzierung der Sparkassen von 162 (1979) auf 75 (1995).
Neben dieser Strukturreform standen die 1990er Jahre im Zeichen der Kundenorientierung, der Automatisierung des Geschäftes und der Öffnung der Rechtsform Sparkasse in Richtung Aktiengesellschaft. Durch die Auslagerung der Bankgeschäfte in Aktiengesellschaften wurden neue Möglichkeiten der Eigenmittelbeschaffung möglich.
Ein Meilenstein der Sparkassengeschichte in Österreich war das Jahr 1997. In diesem Jahr fusionierte die damals größte österreichische Sparkasse, die Zentralsparkasse der Gemeinde Wien, seit 1991 als Bank Austria mit der größten Aktienbank Österreichs, der Creditanstalt und verließ in den nächsten Jahren schrittweise die Sparkassenorganisation. Die Erste österreichische Spar-Casse fusionierte mit der Girozentrale und wurde als Erste Bank das neue Spitzeninstitut. Die Sparkassen schlossen sich ab 2002 zu einem Haftungsverbund zur gegenseitigen Unterstützung und Zusammenarbeit. Der Heimmarkt wurde in 12 ost- und südosteuropäische Länder erweitert, die 2008 gegründete Erste Group Bank fungiert heute als Holdinggesellschaft.

## Logo
Das Firmenlogo in Form des roten Buchstabens S mit Punkt soll eine Spardose mit Münze stilisieren und wurde in Österreich ab 1952 verwendet. Es wurde 1938 vom Österreicher Louis Gaigg im Auftrag des Deutschen Sparkassenverlags entworfen und 1972 von Otl Aicher überarbeitet, indem der bis dahin abgebildete Einwurfschlitz wegfiel. Die rote Farbe wurde zum prägnanten Erkennungsmerkmal, das 1999 mit dem blauen Schriftzug des jeweiligen Mitglieds der Sparkassengruppe verbunden wurde. Das Sparkassen-S gehört zu den verbreitetsten Markenzeichen in Deutschland und Österreich.
Das Sparkassen-S wird auch in den Logos der zentral- und osteuropäischen Tochtergesellschaften der Erste Group einsetzt (zum Beispiel bei der Česká spořitelna oder bei der Banca Comercială Română).

## Landesverbände
Alle Sparkassen gehören einem Landesverband an. Es gibt den Sparkassen-Landesverband Wien (3 Mitglieder), den Landesverband der niederösterreichischen Sparkassen (16 Mitglieder), den Landesverband der Sparkassen Kärntens (2 Mitglieder), den Sparkassen Landesverband Oberösterreichs und Salzburg (2 Mitglieder), den Sparkassen-Landesverband Mitte-West (9 Mitglieder), den Sparkassen-Landesverband Tirol und Vorarlberg (13 Mitglieder) und den Verband der steirischen Sparkassen (4 Mitglieder).
Die österreichischen Sparkassen sind außerdem in einem Haftungsverbund zusammengeschlossen, dessen Ziele die erweiterte Einlagensicherung der Kundeneinlagen und die Zusammenarbeit innerhalb der Sparkassengruppe sind. Mitglieder beim Haftungsverbund sind die Erste Bank der oesterreichischen Sparkassen AG, die Erste Group Bank AG und die österreichischen Sparkassen in den Bundesländern.

## Verbundpartner
- s Bausparkasse AG
- Erste-Sparinvest KAG
- Österreichischer Sparkassenverband
- EBV-Leasing GmbH
- s REAL Immobilien